# Batoré
Ivanildo Gomes Nogueira, mais conhecido como Batoré (Serra Talhada, 17 de abril de 1960 — São Paulo, 10 de janeiro de 2022), foi um futebolista, ator, humorista, apresentador e político brasileiro. Foi vereador do município de Mauá, município localizado na Região Metropolitana de São Paulo.

## Biografia

### Juventude
Ivanildo Gomes Nogueira nasceu em Serra Talhada, em Pernambuco, e se mudou para São Paulo com os pais e os irmãos ainda criança.
Foi criado no estado de São Paulo, e na juventude tentou ser jogador de futebol, atuando nas categorias de base como lateral-direito nos seguintes clubes: Santo André, São Paulo, Saad, Paulista e Ituano.

### A Praça é Nossa
Em 1981, jogando por duas equipes, profissionalmente no Ituano e de forma amadora pelo GM de Santo André, Ivanildo teve o tornozelo fraturado por um companheiro de equipe durante treinamento. Afastado do futebol, criou uma esquete que daria origem a seu personagem.
Suas primeiras aparições na TV foram no programa "Show de Calouros", do apresentador Silvio Santos no SBT, na década de 1980, mas ele só se tornou conhecido ao integrar o elenco do programa A Praça É Nossa, também do SBT, na década de 1990 com o Personagem Batoré.
Junto com seu visual marcante, o personagem é lembrado até hoje por bordões como: "Ah, pára ô!", "Você pensa que é bonito ser feio?" e "Você é forgaaado!". E por citar em suas piadas, inúmeras vezes, a cidade de Mauá, na região do ABC Paulista, onde vivia.
Após 13 anos de SBT, foi demitido numa crise da emissora, como forma de contenção de gastos.
Depois do SBT, o humorista esteve no ar pela TV Jornal de Limeira, interior de São Paulo, com o programa "100 Protocolos". Devido à distancia do local do programa e a cidade de Mauá, por um acordo bi lateral, o programa foi cancelado. O humorista também teve num programa de grande sucesso numa rádio de sua cidade, Mauá, chamado "Batoré no pé d'ouvido".

### Política
No dia 5 de outubro de 2008, o humorista foi eleito vereador da cidade de Mauá pela coligação PR/PP, com 4 778 votos (2,16% do total de votos válidos), sendo o terceiro mais votado. Foi reeleito, em 2012, para mais um mandato, ainda pelo PP, mas logo depois filiou-se ao PRB. A Justiça Eleitoral considerou que houve "infidelidade partidária", afastando-o do cargo.

### Retorno à TV
Em 2011, apresentou um programa na Rede Brasil de Televisão, também chamado "Batoré 100 Protocolos".
Em 2016, foi contratado pela Rede Globo para a novela "Velho Chico", em que fez o papel do delegado Queiroz.
Em 2017, iniciou na apresentação do programa "Batoré 100 Protocolos" na "TVR", TV Regional de Sorocabana, canal 23 e 26 da NET.
Em 20 de julho de 2019, retornou à Praça é Nossa, depois de 15 anos afastado.

## Morte
Batoré morreu em São Paulo, no dia 10 de janeiro de 2022, devido a um câncer. Seus restos mortais foram sepultados no Cemitério Municipal de Cabreúva, onde também estão enterrados o pai e o irmão do humorista.

## Trabalhos

### Televisão
| Ano             | Título                 | Personagem       | Emissora                    |
| --------------- | ---------------------- | ---------------- | --------------------------- |
| 1990–2003, 2019 | A Praça É Nossa        | Batoré           | SBT                         |
| 2011            | Batoré 100 Protocolos  | Batoré           | RBTV                        |
| 2011            | Escolinha do Gugu      | Batoré           | RecordTV                    |
| 2016            | Velho Chico            | Delegado Queiróz | Rede Globo                  |
| 2017            | Batoré 100 Protocolos  | Batoré           | TVR (TV Regional Sorocaba). |
| 2018            | Treme Treme            | Batoré           | Multishow                   |
| 2019            | Cine Holliúdy          | Governador Pimpo | Rede Globo                  |
| 2021            | Exterminadores do Além | Prefeito         | SBT                         |

### Cinema
| Ano  | Título                   | Personagem |
| ---- | ------------------------ | ---------- |
| 2021 | Lucicreide Vai pra Marte | Dermirréi  |

### Internet
| Ano       | Título           | Cargo        | Plataforma |
| --------- | ---------------- | ------------ | ---------- |
| 2019–2022 | Batoré - Oficial | Apresentador | YouTube    |